# Josefskapelle (Eiersheim)

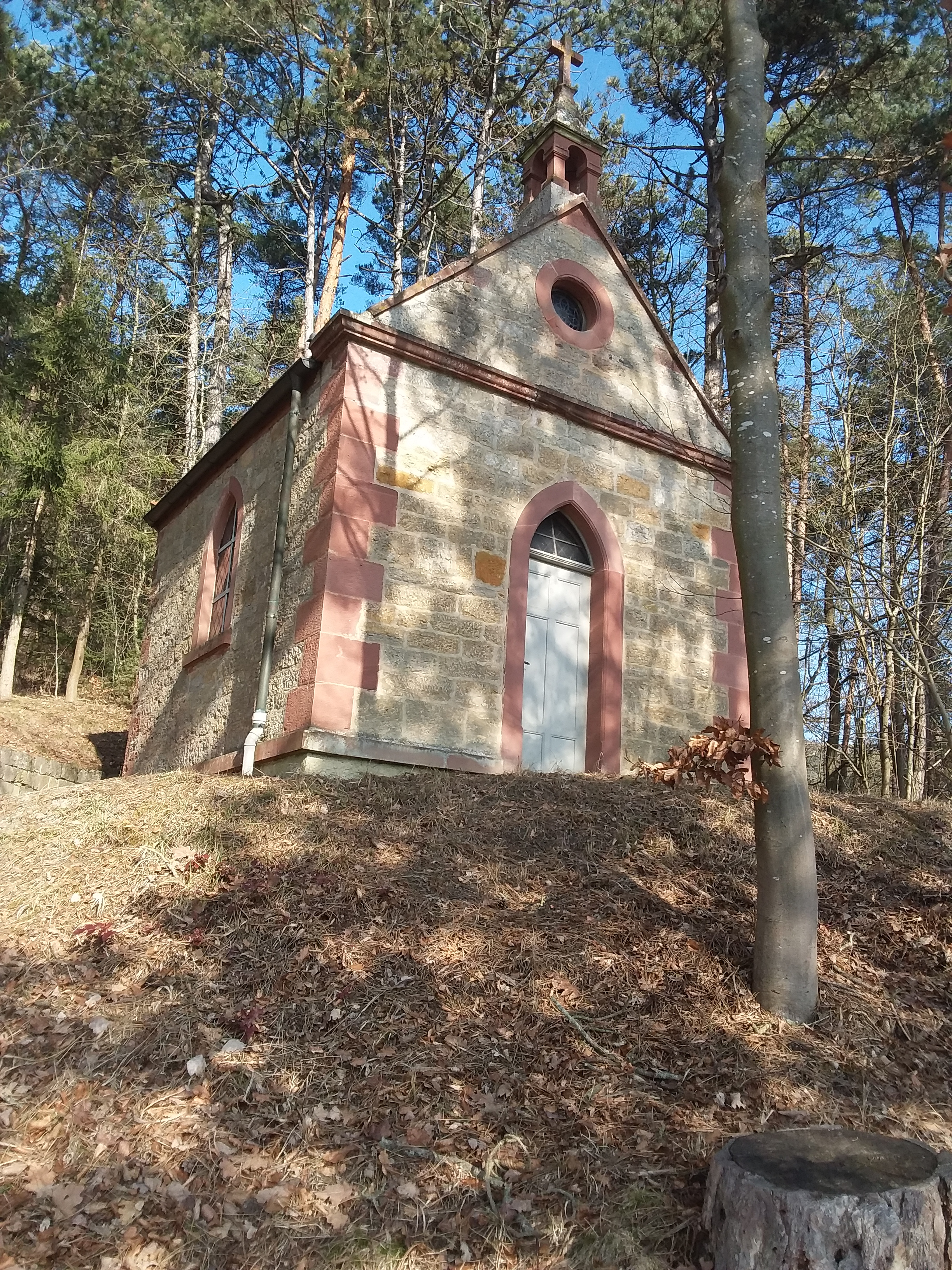
Die Josefskapelle an der Gemarkungsgrenze von Külsheim-Eiersheim und Königheim (2017)

Die römisch-katholische Josefskapelle wurde 1888 errichtet und befindet sich in der Gemarkung von Eiersheim, einem Stadtteil von Külsheim im Main-Tauber-Kreis in Baden-Württemberg. Unmittelbar nach der Kapelle beginnt die Gemarkung der Gemeinde Königheim.

## Geschichte
Um 1880 machte der Eiersheimer Schäfer Georg Michael Herbert während eines furchtbaren Unwetters ein Gelöbnis. Er wollte eine Spende abgeben um eine ältere, kleine Kapelle zu vergrößern. Einige Zeit später kamen noch ein paar Wohltäter aus Königheim hinzu, welche von der Spende etwas mitbekommen hatten und sich ebenfalls entschlossen eine Spende abzugeben. Nun konnte 1888 mit dem Bau der Kapelle begonnen werden. Am 8. September wurde sie dann feierlich vom Dekan Eckert eingeweiht. Der Hl. Josef wurde wie bei der alten Kapelle auch wieder bei der neuen Kapelle der Schutzpatron. Als Eigentümer wurde 1900 die Gemeinde Eiersheim, ein Ortsteil von Külsheim, in das Grundbuch eingetragen. Jedoch wurden die letzten Renovierungen von der Pfarrgemeinde Königheim in die Wege geleitet und auch durchgeführt.
Die Josefskapelle gehört zur Seelsorgeeinheit Königheim, die dem Dekanat Tauberbischofsheim des Erzbistums Freiburg zugeordnet ist.

## Lage
Man findet die Josefskapelle an der Gemarkungsgrenze von Külsheim-Eiersheim und Königheim am Ende des Langenfelds, am Rande des Landschaftsschutzgebietes Königheim und Naturschutzgebietes Haigergrund.

## Ausstattung
Das Bild der Schmerzensmutter übertrug man von der alten in die neue Kapelle. Die wertvolle Josefsstatue hat man jedoch aus Diebstahlgründen im Pfarrhaus in Königheim untergebracht. Heute kann man dort nur noch eine billigere Ersatzfigur betrachten. Die drei Pfarrgemeinden wechseln sich dabei mit der Organisation der Veranstaltung ab.

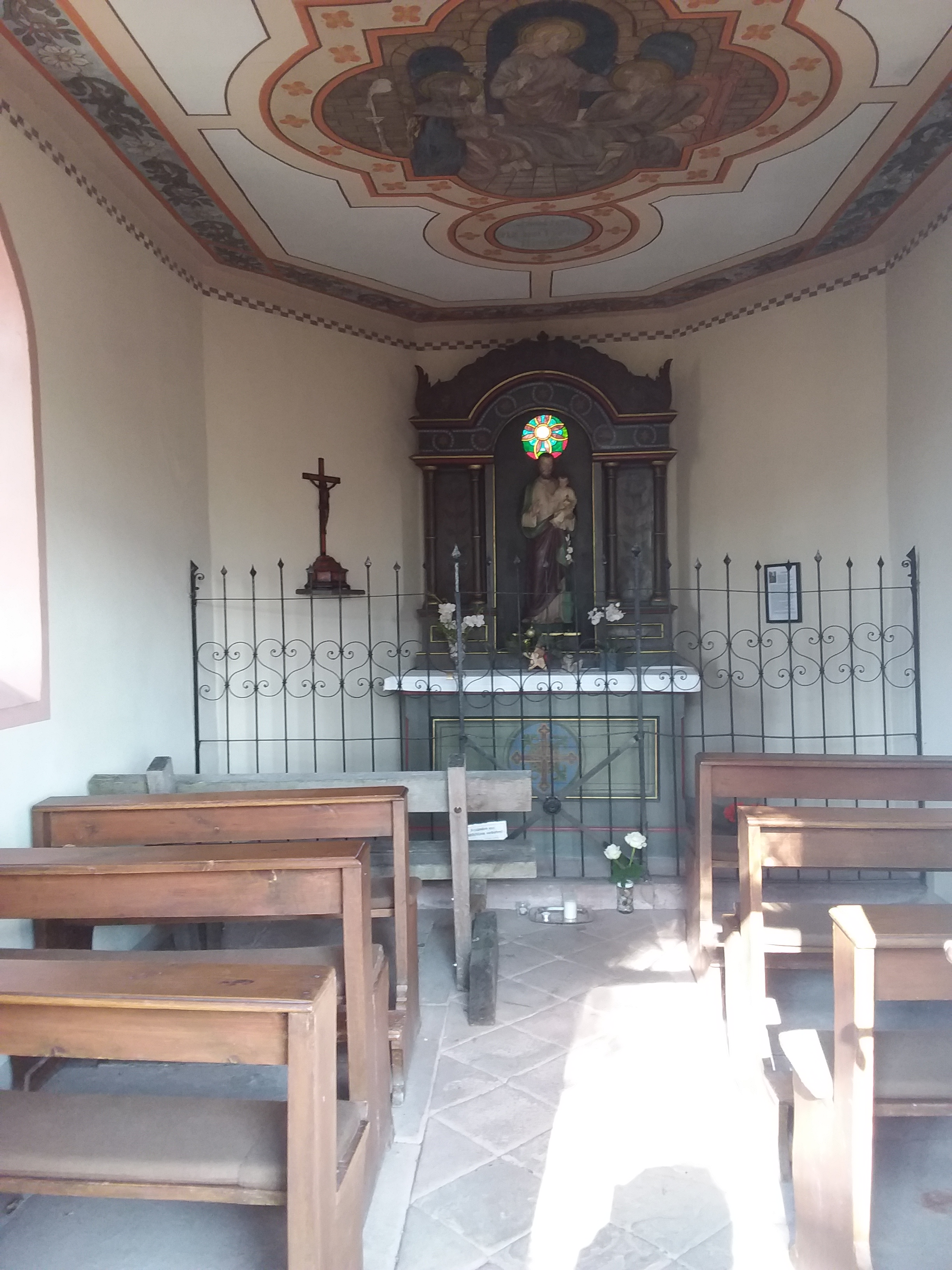
Innenansicht der Josefskapelle
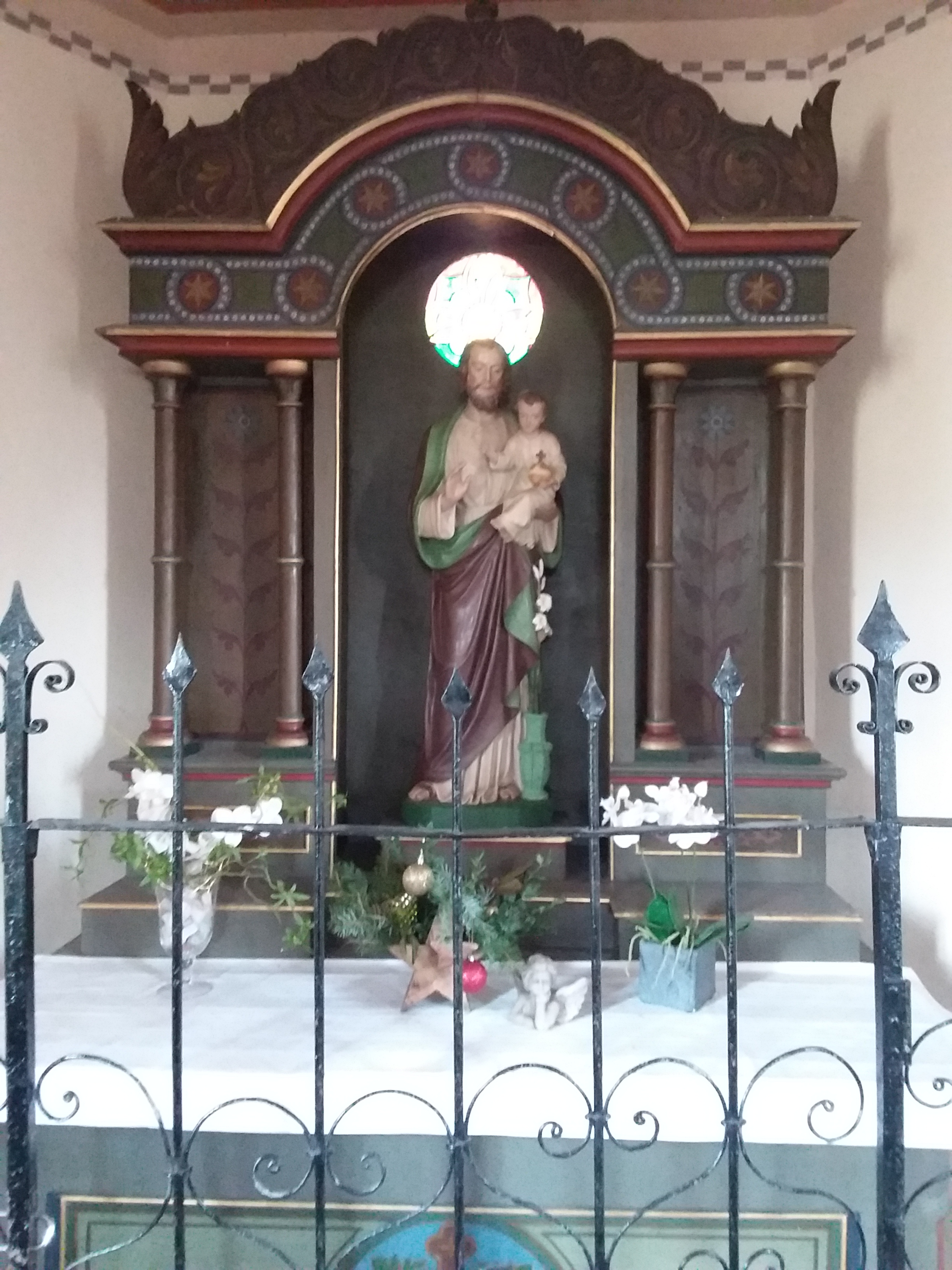
Altar der Josefskapelle

## Sternwallfahrt
Alljährlich führt die Sternwallfahrt Pilger aus Eiersheim, Dienstadt und Königheim zur Josefskapelle zu einer gemeinsamen Andacht. Dieses Ereignis findet jedes Jahr am dritten Sonntag im Mai statt.